# Täcknamn Odessa (film)
Täcknamn Odessa (originaltitel: The Odessa File) är en brittisk-västtysk film från 1974, regisserad av Ronald Neame, med bland andra Jon Voight, Maximilian Schell och Mary Tamm i rollerna. Filmen bygger på romanen med samma namn av Frederick Forsyth. Ledmotivet till filmen är låten Cristmas Dream med Perry Como.

## Handling
Året är 1963. Peter Miller (Jon Voight) är en ung västtysk journalist som kommer över en dagbok skriven av Solomon Tauber, en gammal judisk man som begått självmord. I dagboken beskrivs minnen från Rigas getto och den hänsynslöse SS-mannen, Eduard Roschmann (Maximilian Schell), som var dess kommendant. Peter Miller, som är faderlös sedan början av 1940-talet, anar att Eduard Roschmann är hans fars mördare efter att ha läst dagboken.
Roschmann är på fri fot sedan kriget och genom en vän till Tauber får Miller reda på att Tauber sett Roschmann i Hamburg ett par veckor innan han begick självmord. Miller bestämmer sig för att leta reda på Roschmann. Han träffar Simon Wiesenthal som berättar för honom om den hemliga organisationen ODESSA och tar hjälp av en judisk organisation för att infiltrera ODESSA för att finna Roschmann.

## Skådespelare i urval
- Jon Voight - Peter Miller
- Maximilian Schell - Eduard Roschmann
- Maria Schell - Frau Miller
- Mary Tamm - Sigi
- Derek Jacobi - Klaus Wenzer
- Peter Jeffrey - David Porath
- Klaus Löwitsch - Gustav Mackensen
- Kurt Meisel - Alfred Oster
- Hannes Messemer - Richard Glücks
- Garfield Morgan - israelisk general
- Shmuel Rodensky - Simon Wiesenthal
- Ernst Schröder - Werner Deilman
- Günter Strack - Kunik
- Noel Willman - Franz Bayer
- Martin Brandt - Marx